# Аль-Узза
Аль-Узза (араб. العزى‎ — могущественная) — богиня планеты Венера. Встречается в домусульманской ономастике (см. Абд аль-Узза). Упоминается в Коране в суре Ан-Наджм:

Видели ли вы ал-Лат, ал-'Уззу и ещё эту третью — Манат? Неужели у вас [дети] — мужского пола, а у Него — женского? Ведь подобное деление [детей] было бы несправедливым. Они (т. е. божества) — всего лишь имена, которыми нарекли их вы и ваши отцы, и Аллах не ниспослал насчёт них никакого доказательства. Они следуют только догадкам и тому, чего жаждут их души. А ведь к ним пришло наставление на прямой путь от их Господа.—  53:19—23 (Османов)
Аль-Узза была известна на Синае, в государствах Набатея, Лихйан под именем Хан-Уззай. Известна также y самудских арабов, арабов Южной Аравии и в Ираке. К V—VI векам аль-Узза заняла положение одного из верховных божеств Аравии, в частности у арабов центральной Аравии (Хиджаз, Хира, Набатея). На юге центральной Аравии аль-Узза выступает в качестве матери аль-Лат и Манат.
Основным центром поклонения аль-Уззе была долина Хурад около Мекки, в начале торгового пути в Сирию и Ирак. В Нахле, между Меккой и Таифом, находилось одно из святилищ аль-Узза (аль-Узза ас-Са’ида). Оно представляло собой три священных дерева — самура (акация), над которым было сооружено строение, покрытое покрывалом и священный камень. Туда совершались регулярные паломничества и приносили жертвы. После завоевания Мекки пророк Мухаммад приказал Халиду ибн аль-Валиду разрушить этот идол.